# Barrage de Geesthacht
Le barrage de Geesthacht, mis en service en 1960 se trouve au sud-ouest de la ville schleswigoise de Geesthacht, et permet de maintenir le niveau de l'Elbe à 4 m au-dessus du niveau de la mer et protège l'amont du fleuve des variations saisonnières de niveau de la mer du Nord. Avec le déversoir de Cracau, un seuil fixe de la vieille-Elbe à Magdebourg, c'est le seul barrage sur ce fleuve en territoire allemand. L'ouvrage est équipé d'une passe à poissons et le bras canalisé comporte une écluse double. Une autre passe à poissons a été mise en service au mois de septembre 2010.

## Géographie

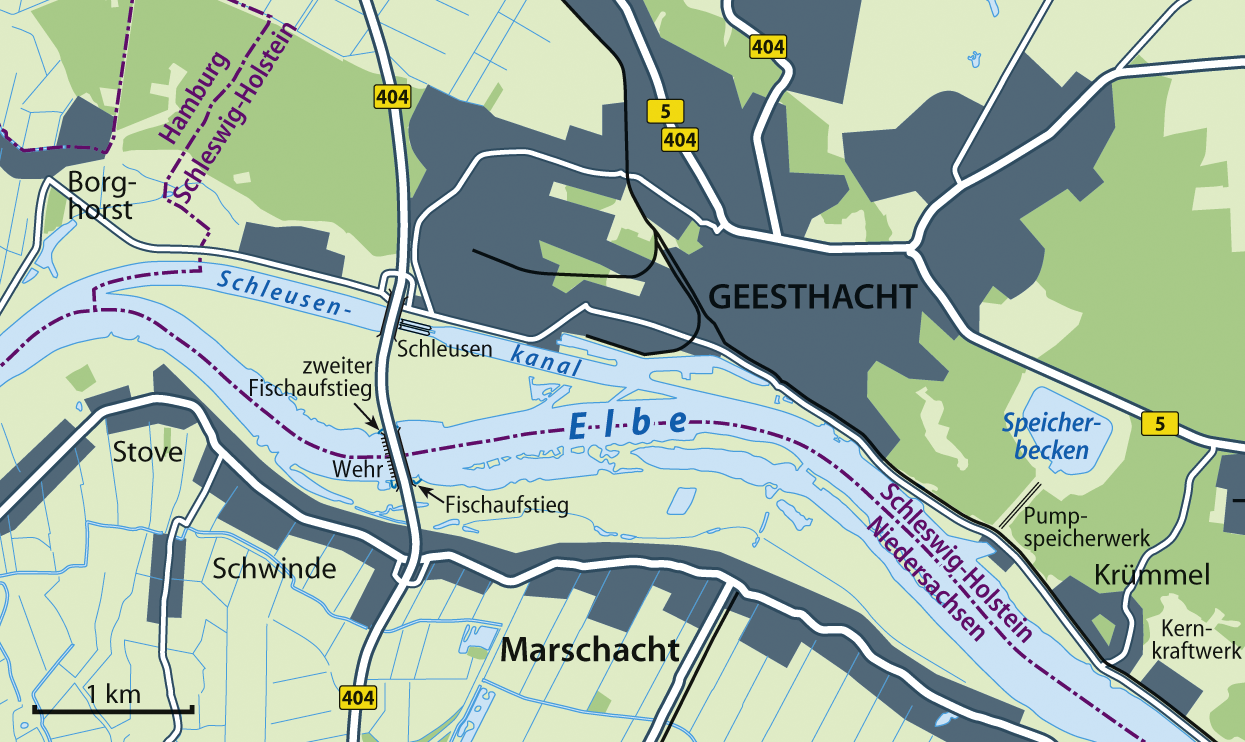
Carte de l'aménagement fulvial.

L'ouvrage hydraulique se trouve au PK allemand 585,9 de l'Elbe, au sud-ouest de Geesthacht et 142 km en amont de son embouchure. La rive sud est occupée par les communes de Drage et de Marschacht. L’Elbe dessine à cet endroit la frontière géographique entre le Schleswig-Holstein et la Basse-Saxe. La première passe à poissons se trouve sur la rive saxonne, le canal de dérivation du côté schleswigois. Le barrage sépare la Basse-Elbe, influencée par les marées, de la moyenne-Elbe. La fluctuation de niveau des marées va de 1,3 à 3,5 m. Lors des grandes inondations, l'effacement des vannes permet de libérer le courant vers l'aval, ce qui évite une submersion des berges de Hambourg et de l'Elbe maritime en amont.
L'Elbe possède jusqu'à l'amont du barrage un bassin hydrographique d'une superficie de 135 013 km2 et son débit moyen est de 728 m3/s. Au niveau normal de navigation, le ressaut se fait ressentir jusqu'à 31,4 km en amont, à Radegast, créant ainsi une retenue de 8,2 millions de m3 qui rend le canal latéral à l'Elbe et le canal Elbe-Lübeck navigables toute l'année. Le bief de retenue est d'ailleurs exploité par la centrale nucléaire de Krümmel, qui prélève les eaux de l'Elbe pour le circuit de refroidissement, ainsi que par la station de pompage de Geesthacht, qui maintient le niveau de l'Elbe canalisée.
La Bundesstraße 404 emprunte le passage supérieur des écluses et du barrage. Le barrage de Geesthacht est, avec le seuil fixe de Magdebourg, le seul barrage de l'Elbe en territoire allemand. Le suivant est celui d'Ústí nad Labem/Střekov, en côté tchèque, à 622,1 km en amont de Geesthacht.

## Infrastructures

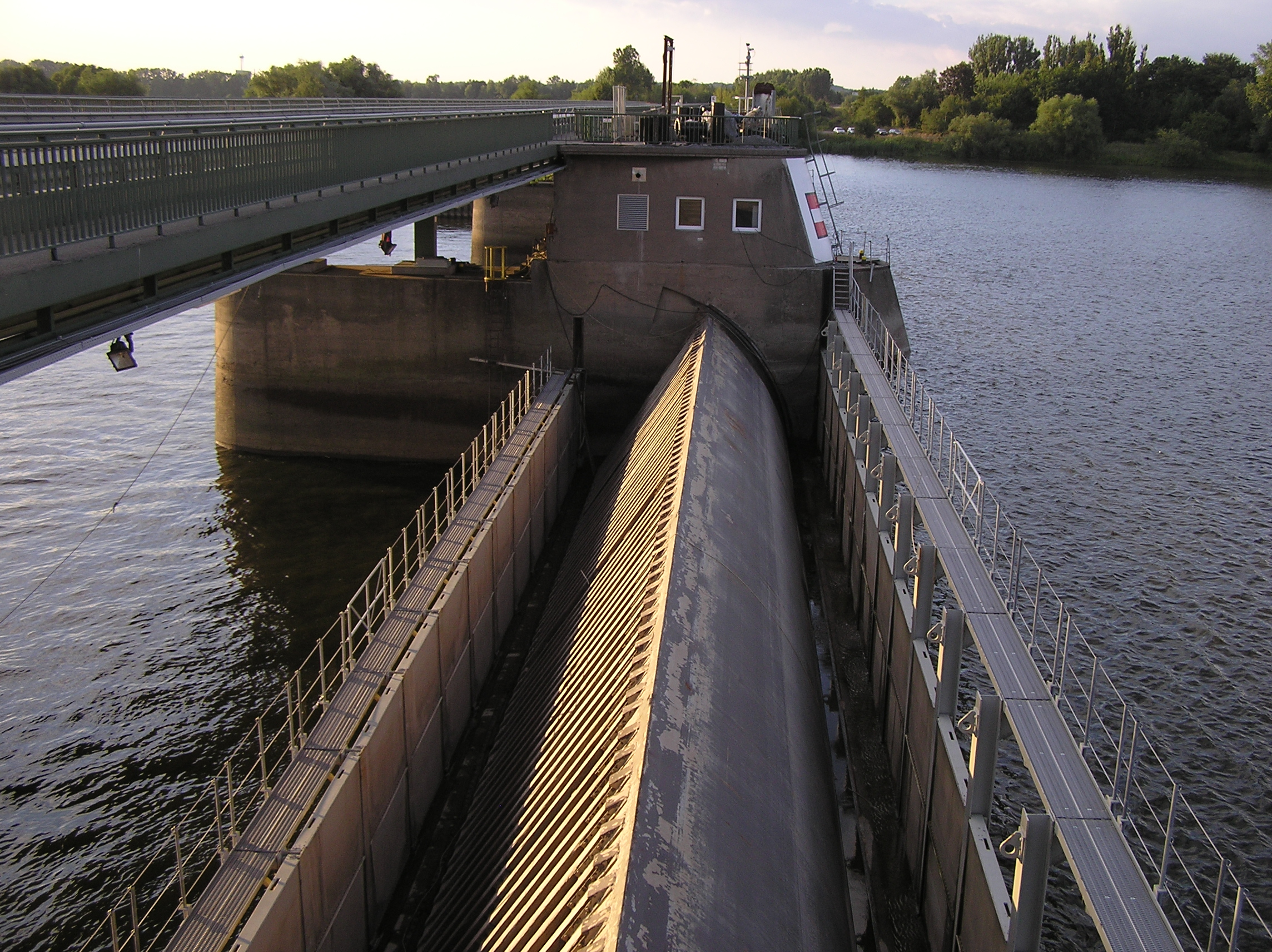
Le barrage de Geesthacht: les bouchures sont bien visibles entre leurs batardeaux.

Principe des vannes-secteurs.

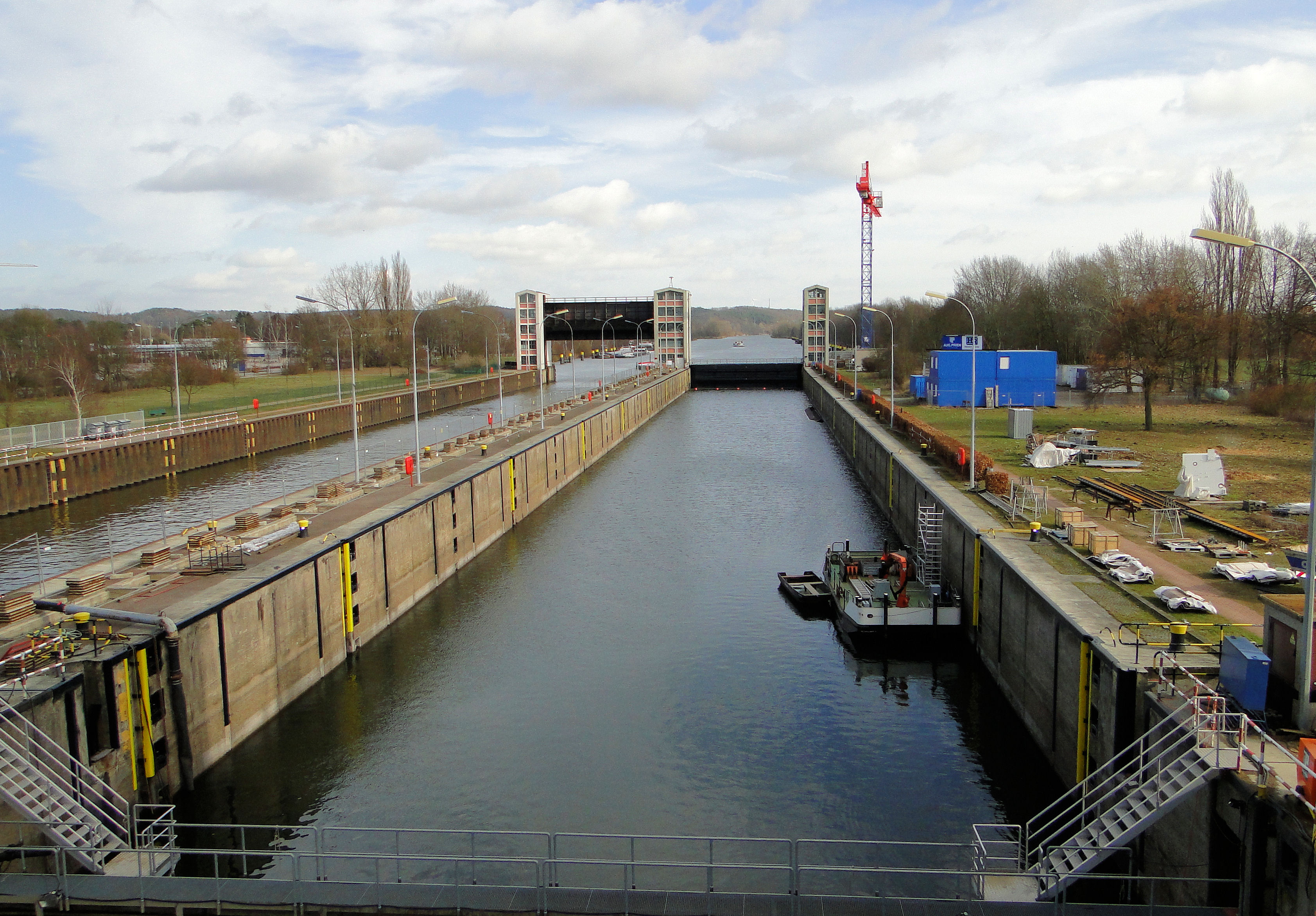
L'écluse du canal

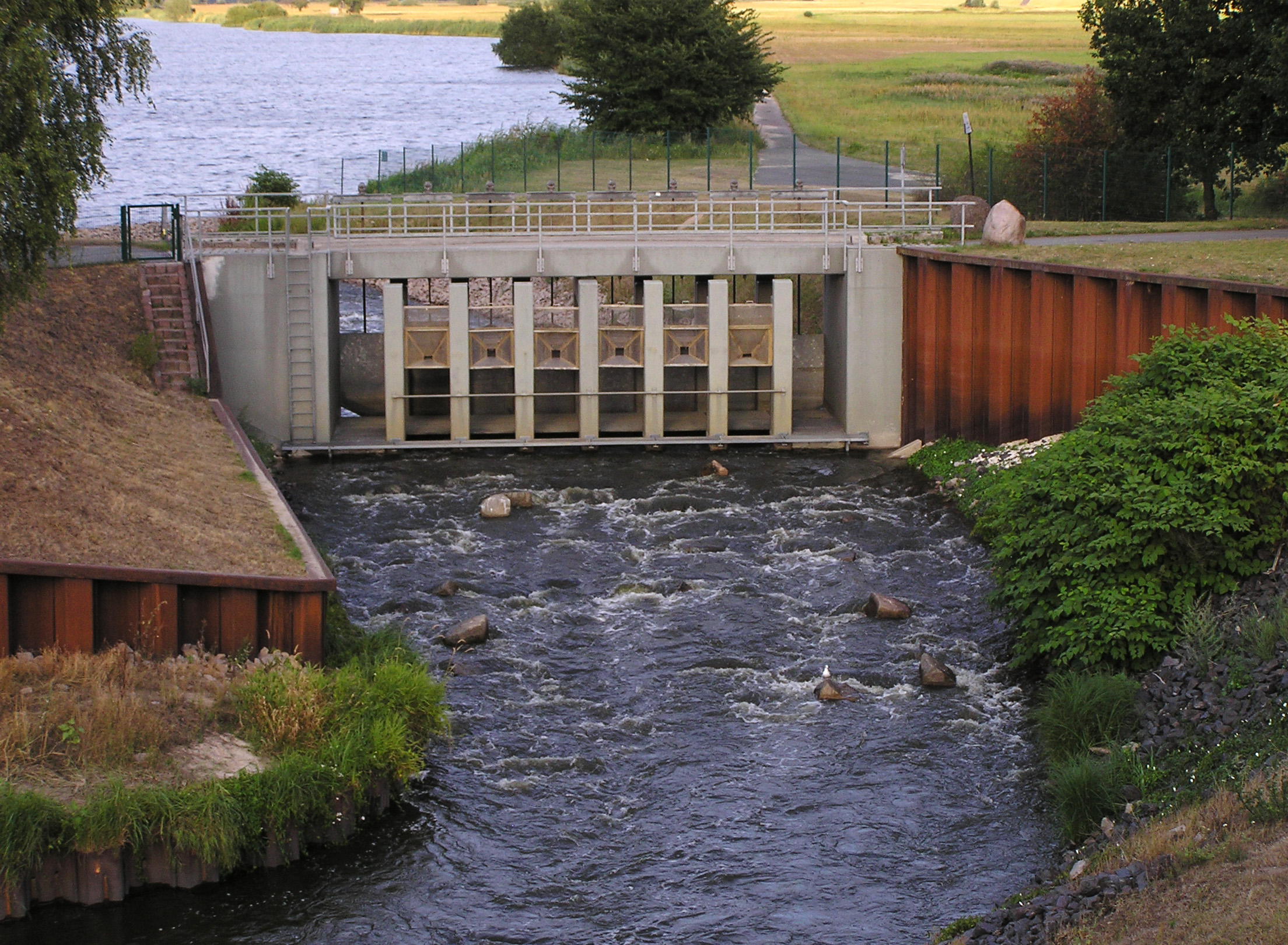
Pont levant avec dégrilleur vers la passe à poissons.

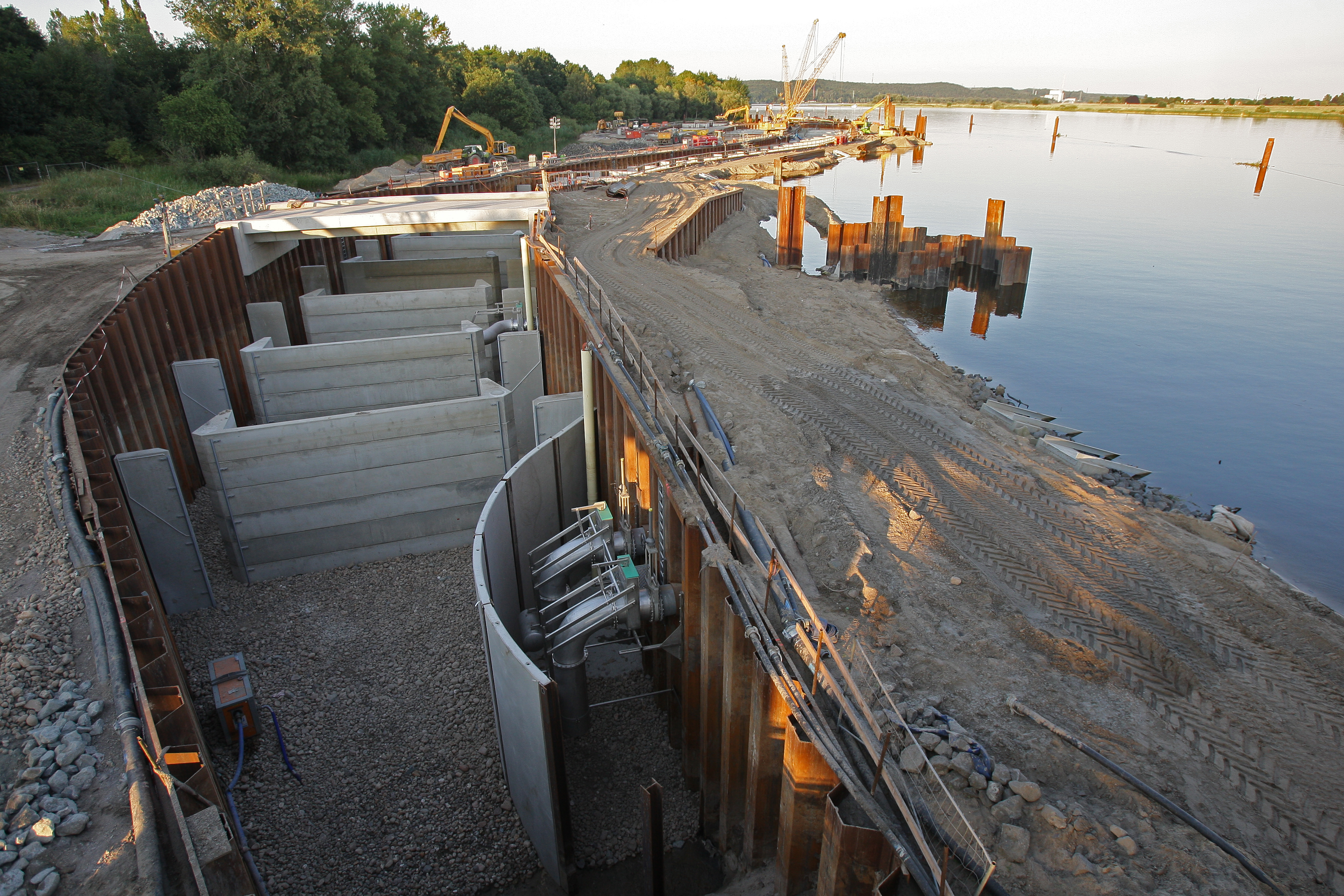
Construction de la seconde passe à poissons au mois de juillet 2010

### Le barrage
Les bouchures du barrage consistent en quatre vannes-secteurs de 50 m de largeur, retenant le bief amont à la cote de 4 m au-dessus du niveau de la mer, soit 2 m au-dessus de la cote normale d'autrefois. Ces vannes sont mobiles et leur position est asservie au débit de l'Elbe : elles sont effacées au débit de 1 200 m3/s. La largeur totale du barrage est de 220 m. Les piles ont chacune une largeur de 5 m.

### Écluses
Le by-pass navigable passe au nord du bras de décharge et il est équipé d'une écluse double. Les deux sas d'écluse grâce à une longueur de 230 m et une largeur de 25 m, permettent indifféremment le transit de quatre grands automoteurs ou d'un convoi poussé. Les 4 portes levantes sont manœuvrées par des vérins électriques et des contrepoids en translation verticale dans les tours de la tête aval. Les deux écluses sont le plus souvent exploitées alternativement : un aqueduc relie un sas à l'autre, ce qui permet de recycler un tiers des sassées. Au début des sassées, les remous dans le sas sont réduits au minimum par une pré-ouverture, conventionnellement faible,, de la porte amont (resp. aval).
Au titre de l'exercice 2010, 24 042 chalands ont été éclusés, dont 16 270 cargos, 4 778 embarcations de sport nautique et 231 navires de plaisance. Le trafic de marchandise représente 8,96 millions de t, dont 5,65 millions de t pour les cargos montants et 3,31 millions de tonnes pour les avalants, ainsi qu'un transit de 44 372 EVP montants et 43 017 avalants. Pour le trafic montant, les principales marchandises trafiquées sont le pétrole (2,01 millions de t), la houille (1,75 million de t), l'agroalimentaire et le fourrage (460 000 t) et les matériaux de construction (460 000 t) ; pour le trafic montant, les produits agricoles et les grumes (1,14 million de t) ainsi que les matériaux de construction (790 000 t). Ce flux de marchandise alimente l'hinterland bien au-delà via le canal latéral à l'Elbe et ses antennes fluviales. Les usines et les ports de destination se trouvent d'ailleurs pour l'essentiel le long du Mittellandkanal,.

### La passe à poissons
Afin de permettre le transit piscicole, une rampe à poissons longue de 216 m et large de 11 m contourne le barrage en rive sud. Ce pertuis, qui crée un petit courant d'appel, comprend trois segments d'une profondeur de 80 cm et deux bassins de tranquillisation d'une profondeur de 1,20 m. Il est équipé de huit herses et de six nasses de protection.
Les flottants sont piégés par des enrochements, qui créent un courant d'appel pour attirer les poissons. Ce canal artificiel débite 6,3 m3/s. L'infrastructure d'avril 1998 remplace l'ancien escalier à poissons ainsi qu'une passe à poissons qui n'étaient plus fonctionnels.
La rampe à poissons a été observée entre mai 1998 et mars 2000. En plus des 27 espèces de poissons recensées jusque-là, on en a retrouvé 5 supplémentaires ; mais il n'y a toujours pas de brochets, de carpes ni de truites fario. On a repêché des carpes de roseau, Corégone blanc, des Vandoises, des goujons, des barbeaux, des silures, des flets, des ablettes et des brèmes. Même si l'efficacité du dispositif a été démontrée, il peut encore être amélioré.
Le porte-parole de l’Association des pêcheurs de l'Elbe a estimé cet équipement trop petit pour permettre la réintroduction des esturgeons, disparus dans l'Elbe allemande depuis 1968 .

### Le projet hydroélectrique
La Sté Vattenfall envisage d’adjoindre une turbine au barrage de Geesthacht. Mais pour empêcher l'aspiration des poissons vers les turbines, il n'y a pas d'autre solution que d'interposer un dégrilleur à maille fine à l'entrée de la turbine, d'où une perte de charge considérable,.

## Du projet à sa réalisation
Afin de faciliter la desserte du port de Hambourg, la Basse-Elbe a été approfondie à de nombreuses reprises, ce qui a conduit à un agrandissement des digues et à un abaissement du niveau de la nappe en amont de Hambourg. Le projet d'un barrage éclusé à Geesthacht s'est inscrit dans la recherche d'un compromis entre économie de la ressource en eau et trafic fluvial. Il s'agissait d'anticiper de futurs recalibrages de la Basse-Elbe, destinée à être approfondie à 10, puis même 12 mètres, ainsi que de rendre l'Elbe accessible aux automoteurs d'un port en lourd de 1 000 tonnes dans le faubourg d’Alt Garge à Bleckede, en Basse-Saxe.
Au mois d'avril 1956, les autorités d'Allemagne de l'Ouest et la « Compagnie d’Électricité de Hambourg » (HEW, auj. propriété de Vattenfall) dressèrent un protocole d'accord pour l'aménagement de la chute de Geesthacht : il accordait à HEW une concession hydroélectrique autorisant la construction d'une centrale au fil de l'eau, et le chantier du barrage démarra au mois de décembre 1956.

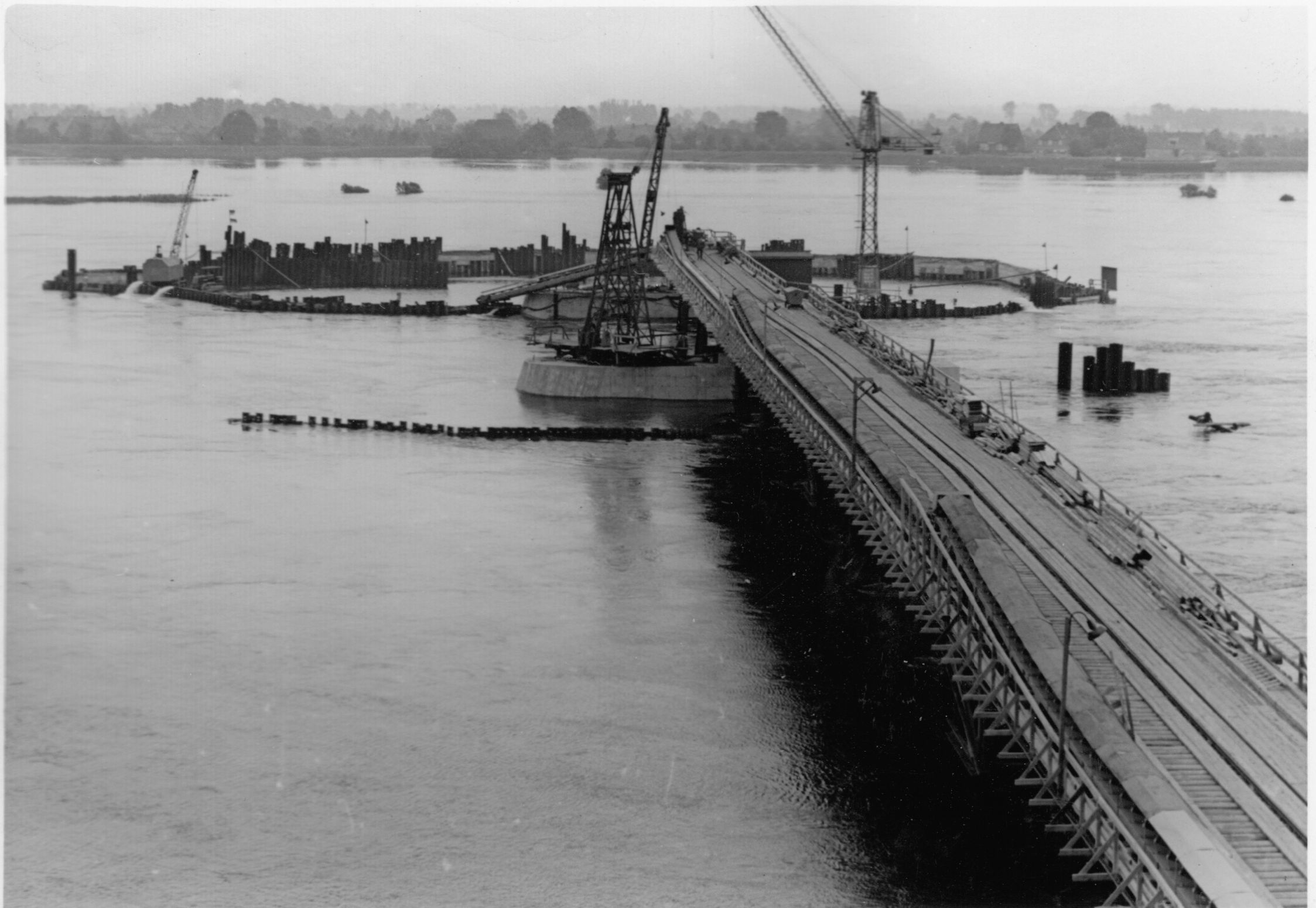
Le chantier en 1958

Il était prévu ensuite de créer une nouvelle retenue à la cote de 5,65 m au-dessus du niveau de la mer ; mais après consultation avec les autorités de la République démocratique allemande (RDA), que ce changement de niveau allait affecter, il fallut y renoncer : la RDA redoutait, selon le Hamburger Abendblatt, que cette requalification ne crée des submersions d'une amplitude de 1,75 m à Boizenburg, première ville derrière le Rideau de fer, ce qui aurait entraîné des dépenses supplémentaires de 36 millions d’ostmark. À l'ouest, du reste, les associations de pêche, craignant la destruction des anguilles par les turbines de la future centrale, contestaient l'aménagement dès 1957.
La RDA décida finalement d'instaurer une taxe de transport pour les chalands ouest-allemands sur son territoire, en compensation des 50 millions de Marks de travaux d'endiguement à entreprendre, et le gouvernement fédéral finit par se résoudre à limiter la cote du nouveau bief à 3,05 m au-dessus du niveau de la mer.
Par une convention signée au mois d'avril 1956, Hambourg s'engageait à prendre en charge le tiers des investissements, et la fédération allemande les deux tiers restants. Au mois de septembre 1957, le Senat de Hambourg adoptait une motion au terme de laquelle le Consortium pour la construction du barrage et HEW participaient à hauteur de 5 500 000 Mark, la Fédération allemande à hauteur de 24 000 000 Mark et Hambourg à hauteur de  12 000 000 Mark. Le Schleswig-Holstein s'engagea avec Hambourg à hauteur de 5,3 % et la Basse-Saxe, de 3 % ; mais ces 41,5 millions de Mark ne suffisaient pas pour construire le barrage. Hambourg et la République Fédérale disputèrent sur la prise en charge de 20 500 000 Mark supplémentaires. On prit en compte 9 millions de DM pour la hausse du prix des matériaux et le coût des emprunts et 6 millions de DM pour la construction d'un second sas d'écluse. Comme la nappe était plus haute que prévu, il fallut revoir encore les coûts d'épuisement de fouille à la hausse de 5,5 millions de DM. Simultanément, le gouvernement fédéral envisageait de réduire sa participation aux dragages à Hambourg de 2,5 millions de DM, si Hambourg refusait de prendre à sa charge les futurs surcoûts de construction du barrage. Après que la ville de Hambourg se fut engagée à réserver 6,5 millions de Mark pour ces surcoûts, toutes les craintes furent levées.

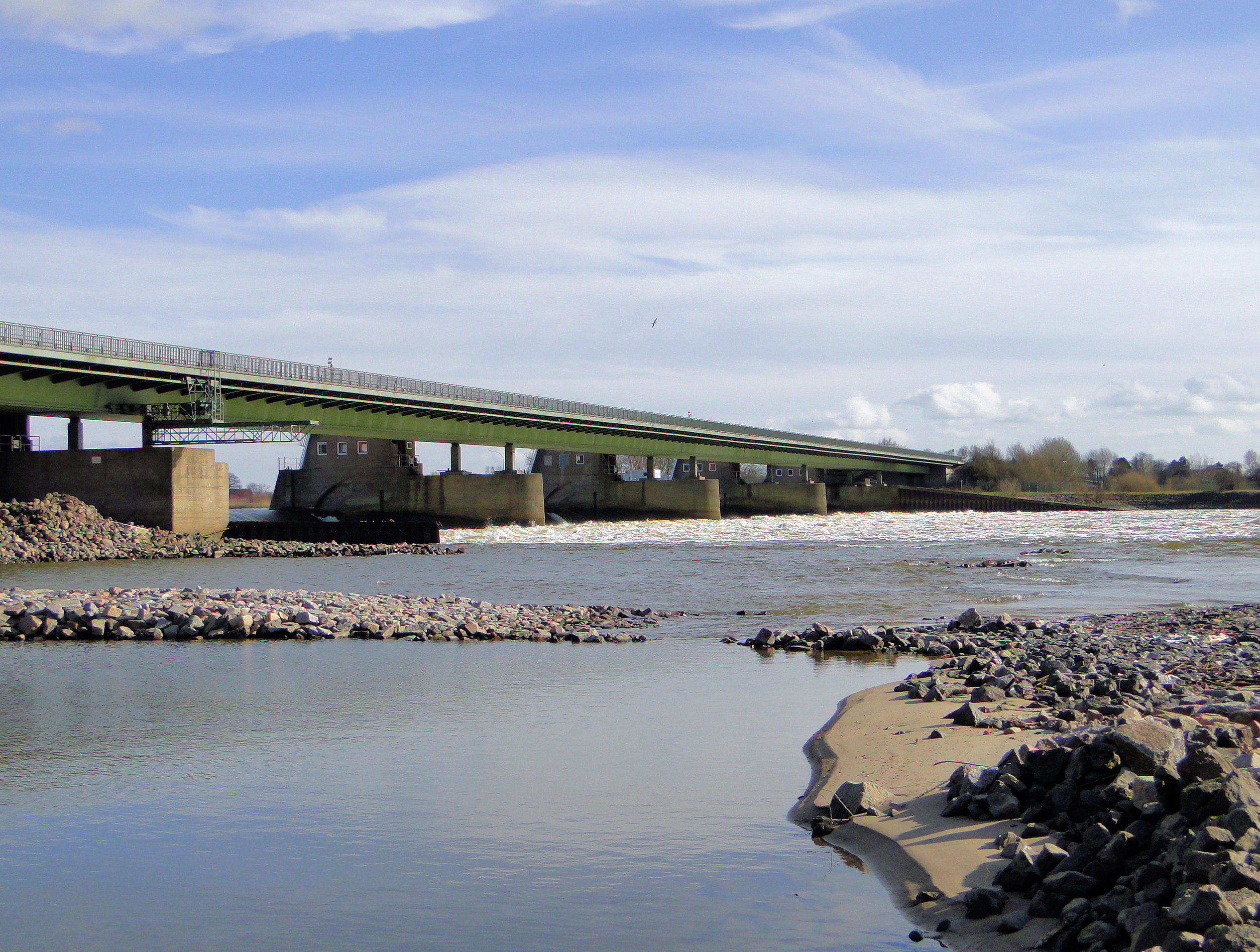
Le bief aval.

Le chantier commença par la construction d'une première écluse, inaugurée le 16 avril 1959. Dès le mois de juin 1959, l'Elbe était relevée de 3,50 m au-dessus du niveau de la mer à Geesthacht. Faute d'exploitant, le projet de turbinage fut abandonné. Au mois de novembre 1959, le bief amont fut relevé de 50 cm supplémentaires et au mois de mars 1960 le barrage était entièrement opérationnel. Le relèvement du bief à 5,65 m fut abandonné à une date indéterminée, afin de ne pas créer d'inondations dans la région de Boizenburg. En RDA, les travaux de rehausse de digues, devenus nécessaires par suite de la montée du niveau du bief, se poursuivirent jusqu'en 1961 sur un linéaire de 65 km.

## Voir également
- (de) (de) « Arguments du groupe parlementaire Frei fließende Flüsse sur l'exploitation hydroélectrique de la chute de Geesthacht », sur Grüne Liga
- (de) « La chute de Geesthacht » [PDF; 1,06 MB], sur Wasser- und Schifffahrtsamt Lauenburg, juin 2010 (consulté le 27 décembre 2010)
- (de) « Film de la passe à poissons » [WMV], sur Vattenfall (consulté le 27 décembre 2010)
- (de) « Information sur la rampe à poissons » [PDF; 1053 kB], sur Vattenfall, septembre 2009 (consulté le 27 décembre 2010)